# Seltendorf
Seltendorf ist eine Ortschaft in der Gemeinde Frankenblick im Landkreis Sonneberg (Thüringen). In Seltendorf und der wenige Hundert Meter nordwestlich gelegenen Siedlung Welchendorf leben etwa 330 Einwohner (Stand 2008).

## Geographie
Seltendorf liegt am Südrand des Thüringer Schiefergebirges in einer Höhe von knapp 400 Meter ü. M. (Bahnhof).
Der Ort wird vom kleinen Fluss Retschenbach durchflossen, welcher oberhalb der Zinselhöhle bei Meschenbach entspringt, die Zinselhöhle durchquert und unterhalb von Seltendorf an der Bätzenmühle in die Effelder (Fluss) mündet.
Seltendorf liegt in einer Senke und ist umgeben von den Bergen Langer Berg, Kurzer Berg, Hohe Leite und Tennich. Alle älteren Häuser stehen entlang der ehemaligen Ortsstraße am Ufer des Retschenbaches, welcher den Ort in Nord-Süd-Richtung durchquert. Nach 1850 gebaute Häuser liegen meist an der Neuen Meininger Chaussee, deren Verlauf in Ost-West-Richtung auch jetzt als Bundesstraße 89 den Ort prägt.
Geologisch interessant ist die Lage Seltendorfs in einer Zone, in der sich Muschelkalk im Norden und Buntsandstein im Süden unmittelbar und übergangslos abwechseln. Diese Gesteinsgrenze verläuft in etwa auf der Trasse der Bundesstraße im Grund der Senke.

## Geschichte
Die erste Erwähnung des Ortes findet sich 1232 als Selckendorf in einer Urkunde. Im Laufe der Zeit veränderte sich die Schreibweise hin zu Seltendorf. Der Ort war schon immer nach Effelder eingepfarrt. Die Einwohner Seltendorfs sind, sofern sie einer christlichen Kirche angehören, seit der Reformation fast ausschließlich protestantisch.
Eine gute Beschreibung des Ortes findet sich in der Topografie des Kirchspieles Effelder von Pfarrer T. Heim vom Anfang des 19. Jahrhunderts. Heim schreibt von 15 Bauernstellen und zwei Mühlen am Retschenbach sowie von einer Baumschule mitten im Ort. Am Südhang der Hohen Leite wurde laut Heim Hopfen angebaut, ansonsten gingen die Getreidefelder bis auf die Spitzen des Langen und Kurzen Berges hinauf. Diese Berge sind mittlerweile bis weit ins Tal hinab bewaldet. Die Wiesen am Retschenbach seien überwiegend sauer und nass. Dies ist auch heute noch so. Interessant die Erwähnung einer Ziegelei zwischen Blatterndorf und Seltendorf, die aber bereits zu Heims Zeiten nicht mehr existierte.
Ältestes Gebäude Seltendorfs war bis zu seinem Abriss 2007 der Zehntstadel, eine Scheune an der Straße Richtung Effelder. Die nunmehr ältesten Gebäude dürften die ehemaligen Bauernhäuser in der jetzigen Döhlauer Straße sein, sie wurden erbaut im 18. Jahrhundert, z. T. auch früher.
In Seltendorf gab es seit etwa 1830 ein Wirtshaus. Um 1900 wurde ein neues mit Saalanbau errichtet, der Schankbetrieb dort jedoch mittlerweile eingestellt.
Die von Pfarrer Heim erwähnten Mühlen sind noch vorhanden, die Gebäude jedoch mehrfach umgebaut und die Mahlwerke nicht mehr in Betrieb. Es handelte sich um Märbelmühlen. In diesen wurde kein Mehl gemahlen, sondern kleine Steinstücke zu runden Kugeln, sogenannten Märbeln (Murmeln), abgeschliffen. Diese wurden u. a. als Kinderspielzeug verwendet. Die Märbelindustrie entwickelte sich im 18. Jahrhundert zu einem nicht unbedeutenden Industriezweig in Südthüringen.
Anfang des 20. Jahrhunderts gehörte Welchendorf für kurze Zeit zu Seltendorf, war ab 1923 aber wieder selbstständig. Nach dem Zweiten Weltkrieg erfolgte die neuerliche Eingemeindung Welchendorfs.
Am 1. Juli 1950 wurde die bis dahin eigenständige Gemeinde Döhlau, im südlichen Effeldertal gelegen, eingegliedert. Döhlau war von 1972 bis 1989 durch einen Kontrollpunkt und Schlagbaum wegen seiner Lage im Sperrgebiet von den Gemeindeteilen Seltendorf und Welchendorf isoliert.
Der Großteil der Einwohner Seltendorfs war bis in die 1960er Jahre in der Landwirtschaft beschäftigt.
In Seltendorf wurde am Ortsende Richtung Döhlau um 1880 eine Schule errichtet, in die bis etwa 1980 die Kinder aus Seltendorf, Welchendorf und Döhlau eingeschult und unterrichtet wurden. Das Gebäude mit Glockentürmchen und Uhr befindet sich im Besitz der Gemeinde Effelder-Rauenstein.
Ab 1994 gehörte Seltendorf zur Gemeinde Effelder-Rauenstein. Die Eingemeindung war im Seltendorfer Gemeinderat umstritten. Der erste nach dem Ende der SED-Herrschaft 1990 wieder frei gewählte Bürgermeister, Horst Eckstein aus Döhlau, war auch der letzte. Am 1. Januar 2012 wurde Seltendorf im Zuge des Zusammenschlusses der Gemeinden Effelder-Rauenstein und Mengersgereuth-Hämmern zu einem Teil der Gemeinde Frankenblick.

## Kultur und Sehenswürdigkeiten

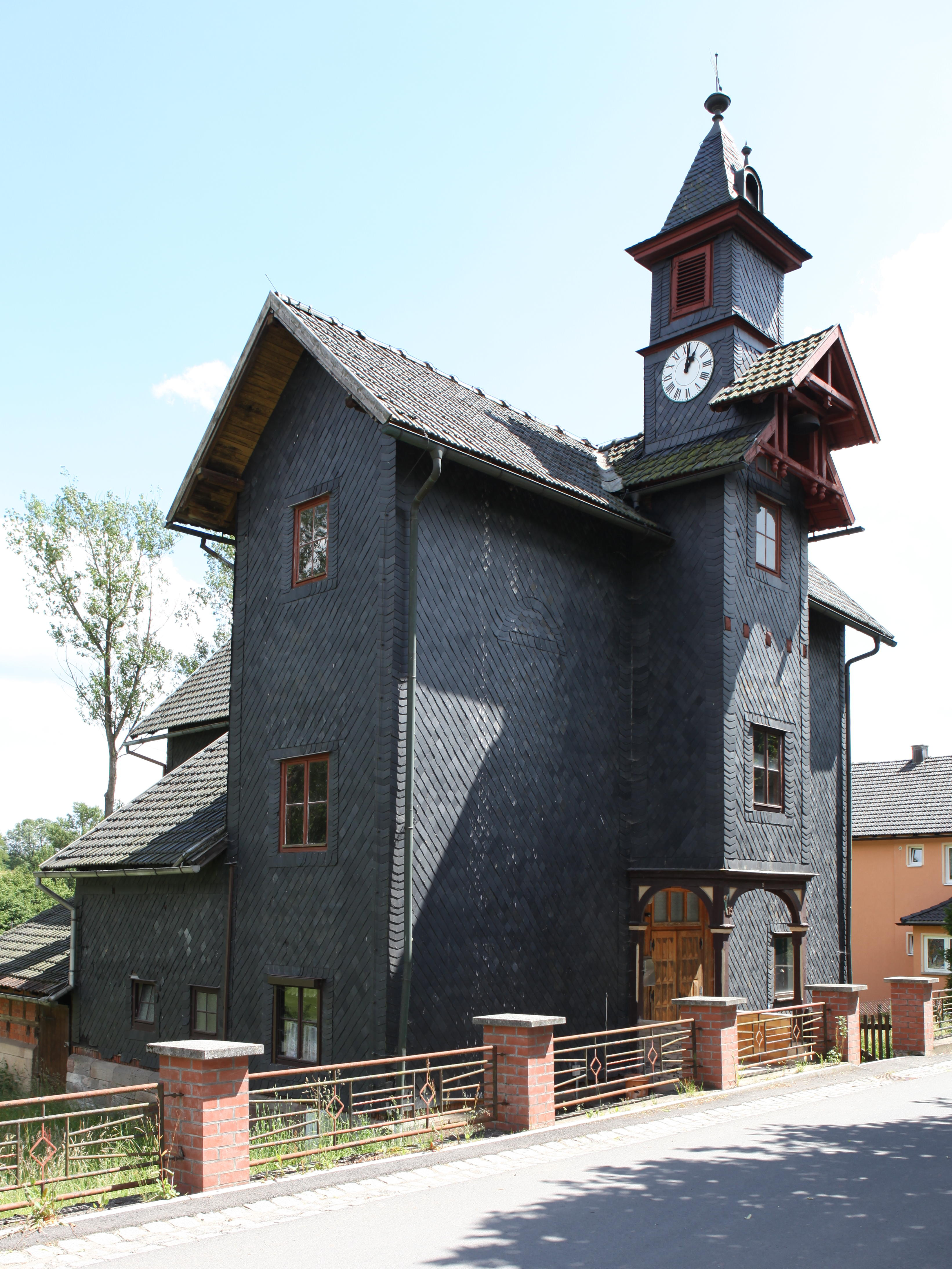
Ehemalige Schule

Seltendorf hat bis heute einen weitgehend dörflichen Charakter bewahrt. Bodendenkmal ist der Marterstein in Welchendorf, der in der Tradition eines fränkischen Bildstocks in vorreformatorischer Zeit am Weg nach Roth errichtet wurde.
Größter Verein ist der SV 1960 Seltendorf, ein Fußballverein, der seit 2003 in der Kreisliga des Kreises Sonneberg spielt. Aufsehen erregte ein Durchmarsch der Seltendorfer Fußballer in den 1990er Jahren, als der Aufstieg dreimal hintereinander von der 2. Kreisklasse bis in die Bezirksliga gelang. Der SV 1960 betreibt ein Vereinslokal in der Sonneberger Straße und ist auch Pächter des Sportplatzes, welcher ausgebaut wurde.
In Seltendorf gibt es außerdem die Freiwillige Feuerwehr. Mit dem Männerchor Seltendorf ist zudem einer der wenigen in der Region verbliebenen Männergesangsvereine aktiv. Gegründet 1889 in Welchendorf, hat der Chor 25 Sänger aus Seltendorf und den umliegenden Ortschaften (Stand 2008).
Der Reit- und Fahrverein Seltendorf, gegründet um 1980, hat seine Zelte mittlerweile im Ortsteil Döhlau aufgeschlagen.
Höhepunkt des Gemeindelebens ist die alljährliche Kirchweih (Kärwa), welche als Plankirchweih am dritten Juliwochenende stattfindet.

## Wirtschaft und Infrastruktur
Seltendorf hat einen Haltepunkt an der Bahnstrecke Eisfeld–Sonneberg. Weiterhin wird die Ortschaft von der Bundesstraße 89 durchquert. Busverbindungen bestehen nach Sonneberg und Schalkau.
Neben einigen Handwerksbetrieben befinden sich auf Seltendorfer Flur eine größere Agrargenossenschaft mit Milchviehhaltung und Ackerbau sowie ein Unternehmen der Metallindustrie. Viele Berufstätige pendeln zur Arbeit in die angrenzenden größeren Städte.
In Seltendorf gibt es einen Kindergarten, der unter Trägerschaft der Sonneberger Diakonie steht. Die Schulkinder werden in Rauenstein, Schalkau oder Sonneberg unterrichtet.

## Söhne und Töchter
- Sabine Bruhns (* 1951) –  Schlagersängerin
- Kristin Bauersachs (* 1985) – Musicalinterpretin

## Dialekt
In Seltendorf wird Itzgründisch, ein unterfränkischer Dialekt, gesprochen.